# Blake McGrath
Blake James McGrath, född 21 november 1983 i Mississauga i Ontario, är en kanadensisk professionell dansare, popsångare och koreograf bosatt i Los Angeles. Han är främst känd från sin dansprestation i första säsongen av realityprogrammet So You Think You Can Dance (producerat av Nigel Lythgoe som även producerar American Idol). 
McGrath är främst en modern dansare, men med sin mångsidighet och förmåga att utföra alla de dansstilar han prövar på, går det inte att ta miste på hans danstalang, teknik och känslomässiga inlevelse. Han har redan som 23-åring en lysande danskarriär. Han har dansat med artister som: Madonna, Britney Spears, Ashanti, Destiny's Child, Michael Jackson, Pink, Craig David och Janet Jackson. Blake har gett ut en egen instruktions-DVD, Dance Driven, och deltagit i Jennifer Lopez realityprogram DanceLife på MTV under 2007.